# Pierre Belon
Pierre Belon, známý také pod jmény Pierre Belon du Manse nebo Petrus Bellonius Cenomanus (latinsky) (1517? - 1564), byl francouzský přírodovědec.
Narodil se zřejmě v roce 1517 poblíž Cérans-Foulletourteu. Po dokončení studia medicíny v Paříži se stal žákem botanika Valeriuse Corduse (1515 - 1544), s kterým začal cestovat po Německu. Po návratu do Francie sehnal sponzora Françoise de Tournona, který mu financoval cesty do Řecka, Malé Asie, Egypta, Arábie a Palestiny, z kterých se vrátil v roce 1549. Během svého dlouhého cestování sepsal ilustrované dílo Observations, které vydal v roce 1553.
Belon, který patřil mezi oblíbence jak Jindřicha II., tak i Karla IX., byl zavražděn v Paříži v dubnu 1564 při večerní procházce po Bois de Boulogne. Vedle jeho již výše zmiňovaného díla sepsal také několik vědeckých prací, z nichž je nejvýznamnější Histoire naturelle des estranges poissons (1551), De aquatilibus (1553) a L'Histoire de la nature des oyseaux (1555), díky které bývá Belon považován za jednoho z prvních vědců zabývajících se srovnávací anatomií.